# Spaichingen

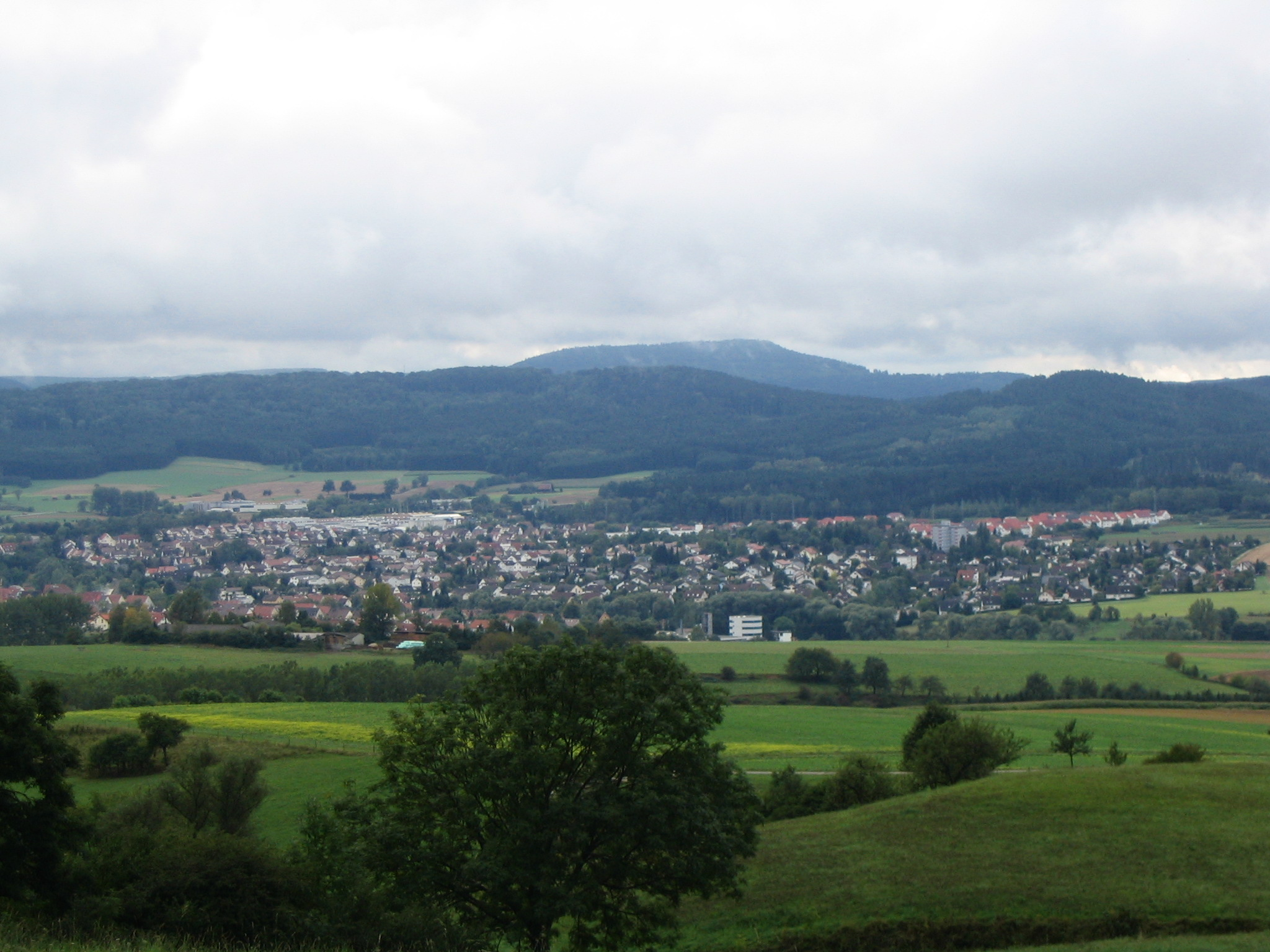
Spaichingen, Blick vom Fuß des Klippeneck

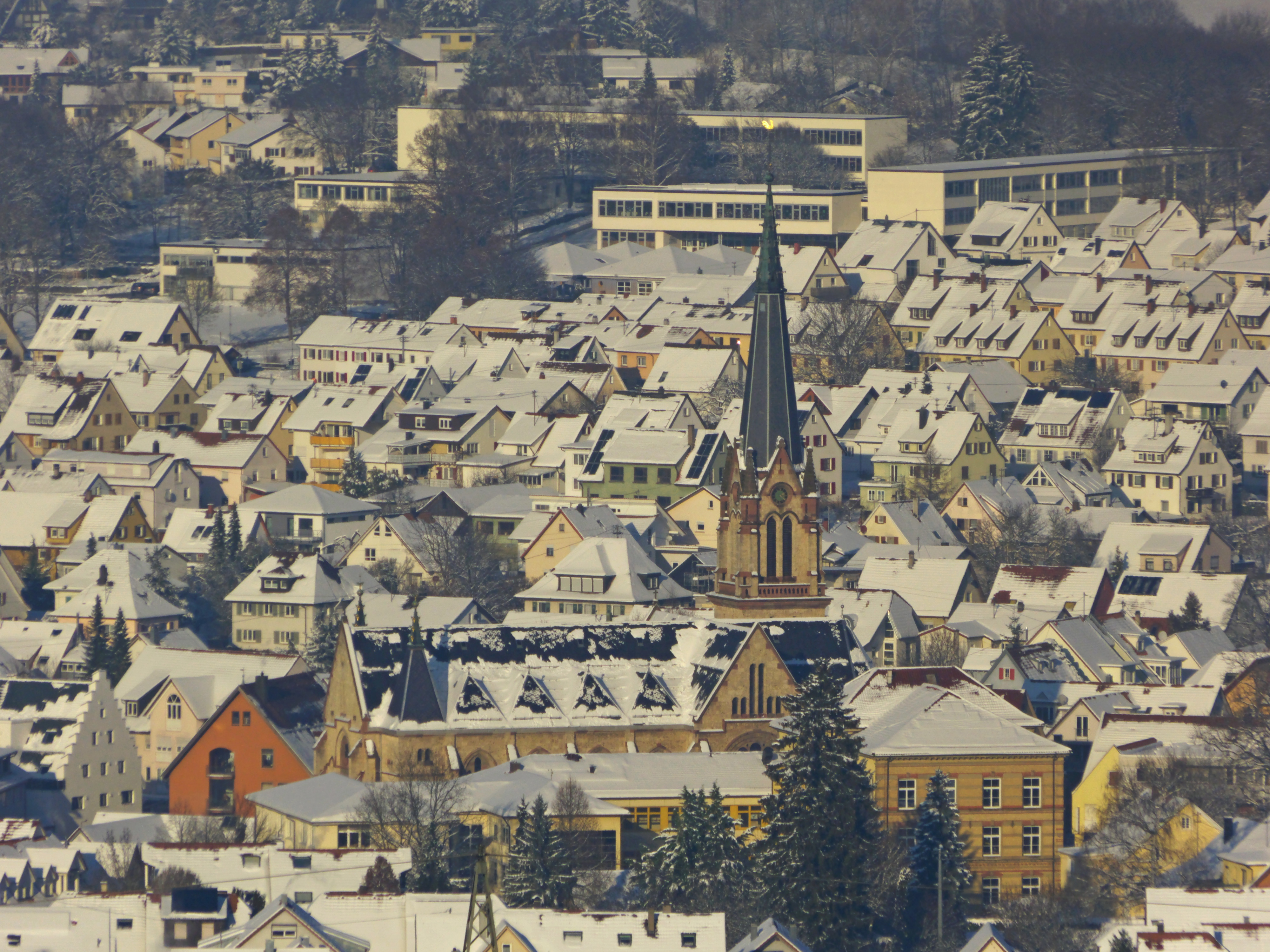
Blick auf Spaichingen mit der Kirche St. Peter und Paul

Spaichingen ist eine Kleinstadt an der Prim am Fuß des Dreifaltigkeitsberges. Sie ist die drittgrößte Stadt im Landkreis Tuttlingen.

## Geographie

### Geographische Lage
Spaichingen liegt unterhalb des Albtraufs im Tal der Prim, zwischen südwestlicher Schwäbischer Alb und dem Ostrand der Baarhochfläche, etwa auf halber Strecke (jeweils rund 15 km) zwischen den Kreisstädten Rottweil (nordwestlich gelegen) und Tuttlingen.

### Stadtgliederung
Zur Stadt Spaichingen gehören auch der Stadtteil Hofen und die Häuser Bleiche, Dreifaltigkeitskirche, Heusteig und Verenamühle. In Spaichingen aufgegangen ist die 1732 erbaute Kassiersmühle. Im Stadtgebiet liegen die abgegangene Burg Baldenburg und die Wüstungen Steinweiler, Stockingen und Niederhofen, das möglicherweise auch in Spaichingen aufgegangen ist.

### Schutzgebiete
Nordöstlich von Spaichingen liegt das Landschaftsschutzgebiet Albtrauf zwischen Balgheim und Gosheim mit Dreifaltigkeitsberg, Klippeneck und Lemberg.
Der Albtrauf bei Spaichingen gehört zudem zum FFH-Gebiet Großer Heuberg und Donautal sowie zum Vogelschutzgebiet Südwestalb und Oberes Donautal und zum Naturpark Obere Donau.

## Geschichte

### Mittelalter
Erstmals wurde Spaichingen im Jahr 791 in einer Schenkungsurkunde des Klosters St. Gallen urkundlich erwähnt. Oberhalb von Spaichingen auf dem heutigen Dreifaltigkeitsberg lag die Burg Baldenberg.
Die Hoheitsrechte in Spaichingen besaßen im Mittelalter die Grafen von Hohenberg. Nach einer Urkunde aus dem Jahre 1381 verkaufte Graf Rudolf III. (gestorben 1389) an Herzog Leopold III. von Habsburg. Spaichingen wurde somit für über 400 Jahre österreichisch und gehörte zum vorderösterreichischen Oberamt Rottenburg und der Obervogtei Oberhohenberg mit Sitz in Fridingen. Wegen seiner strategisch günstigen Lage musste der Ort Plünderungen und Brandschatzungen bei vielen Truppendurchzügen über sich ergehen lassen. Auch die Pest von 1530 traf den Ort und die Umgebung hart. Trotzdem konnte sich Spaichingen zu einem wirtschaftlichen Zentrum entwickeln.

### Frühe Neuzeit
1623 erhielt Spaichingen das Recht, einen Wochenmarkt und einen Jahrmarkt abzuhalten. Im Dreißigjährigen Krieg schrumpfte die Zahl der Einwohner auf unter die Hälfte des Vorkriegsstands. Nach diesem immensen Rückschlag wurde Spaichingen im Jahr 1688 Sitz des Obervogts für Oberhohenberg. Ab 1768 existierte am Ort eine Florettspinnerei, später kam auch eine Seidenspinnerei dazu. Im Rahmen des Reichsdeputationshauptschlusses kam Spaichingen 1805 zum Kurfürstentum.

### Württembergische Zeit
1806, im Jahr der Gründung des Königreichs Württemberg, wurde Spaichingen Sitz des gleichnamigen Oberamtes. Offiziell zur Stadt erhoben wurde Spaichingen aber erst 1828. Am 15. Juli 1869 ging mit der Eröffnung des Abschnitts Rottweil-Tuttlingen der Oberen Neckarbahn der Bahnhof Spaichingen in Betrieb. Damit war die Oberamtsstadt an das Streckennetz der Württembergischen Eisenbahn angeschlossen.

### NS-Zeit
Aufgrund einer umfassenden Gebietsreform während der NS-Zeit in Württemberg kam die Stadt Spaichingen nach Auflösung des ab 1934 so genannten Kreises Spaichingen im Jahre 1938 zum neuen Landkreis Tuttlingen.
Von Anfang September 1944 bis zum 18. April 1945 bestand in Spaichingen ein Außenlager des KZ Natzweiler-Struthof. Die Waffenfabrik Mauser aus Oberndorf verlegte unter dem Tarnnamen „Metallwerke Spaichingen“ einen Teil ihrer Produktion nach Spaichingen. Hunderte Frauen und Männer wurden nach Deutschland verschleppt und dort, aber auch in Textilbetrieben und bei Bauarbeiten zur Zwangsarbeit gepresst, mindestens 96 kamen dabei ums Leben. An der Bahnstrecke Plochingen–Immendingen erinnert seit dem 24. November 1963 ein Mahnmal von Bildhauer Roland Martin an die Opfer.
Das KZ Spaichingen wurde am 18. April 1945 aufgelöst; rund 400 Häftlinge wurden auf einen etwa zehntägigen Marsch in Richtung Allgäu getrieben. Ein ehemaliger Häftling berichtete als Zeuge bei einem Prozess, dass nur etwa die Hälfte der Männer das Ende des Marsches in Füssen erlebte.

### Seit 1945
1945 wurde die Stadt Teil der Französischen Besatzungszone. Somit erfuhr sie 1947 die Zuordnung zum neu gegründeten Land Württemberg-Hohenzollern, das 1952 im Land Baden-Württemberg aufging.
Mit der Kreisreform wechselte die Stadt Spaichingen 1973 als Teil des Landkreises Tuttlingen vom Regierungsbezirk Südwürttemberg-Hohenzollern zum Regierungsbezirk Freiburg.
Die Stadt ist insbesondere seit Ende der 1970er Jahre über den alten Stadtkern, der im hinteren Primtal bis in die Stufenrandbucht liegt, weit hinausgewachsen und hat sich mit großflächigen Neubauvierteln nach Norden und Nordwesten ausgedehnt.
Am südlichen Rand des alten Industriegebiets entstand ein großes neues Gewerbegebiet.
Von 1947 bis 1986 produzierte das Textilunternehmen SORA in Spaichingen vor allem Damenoberbekleidung. Ein futuristischer Bau auf neun Stelzen zur Präsentation der neuen Kollektionen wurde Anfang der 1980er Jahre gebaut.

## Religionen

### Römisch-katholische Kirche

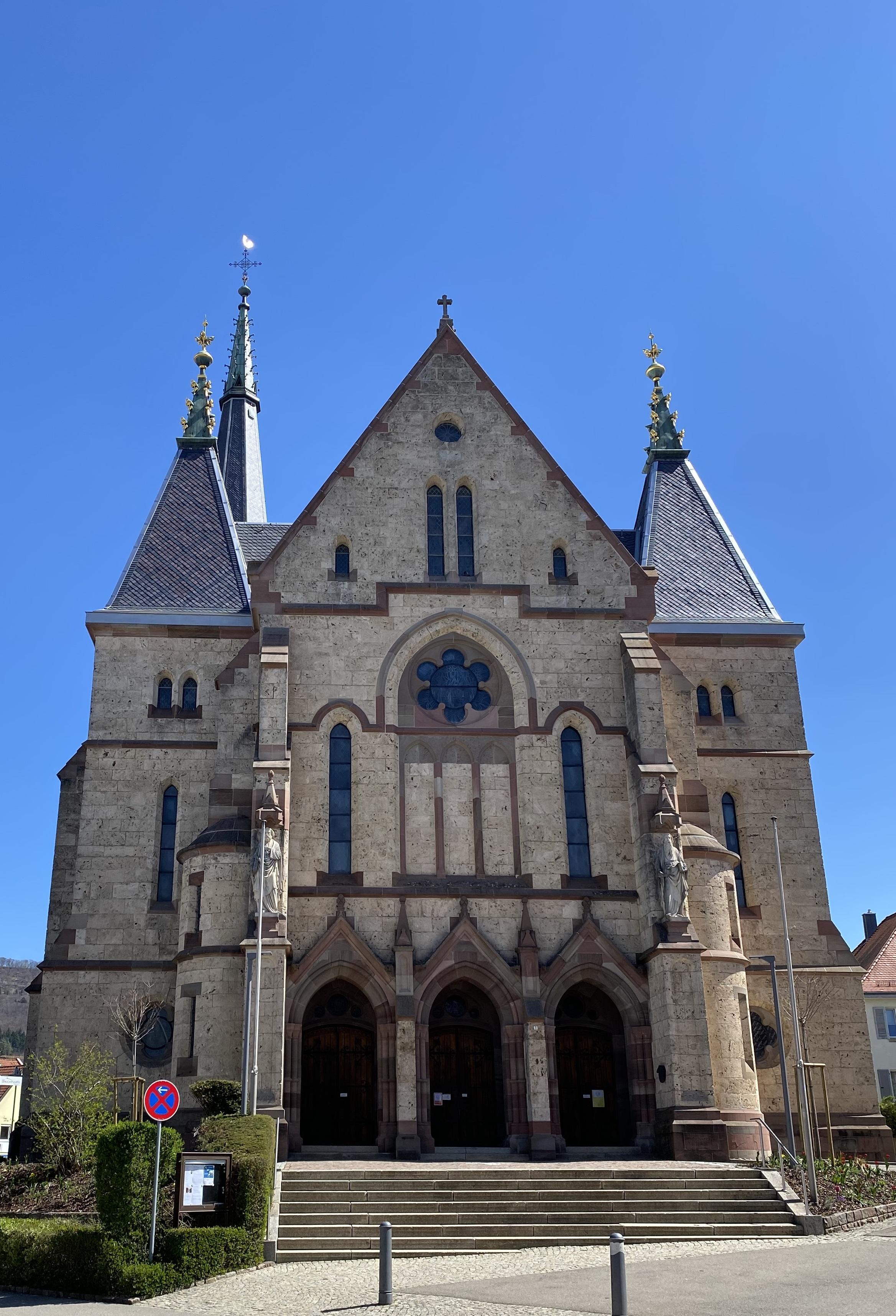
Hauptportal der katholischen Kirche St. Peter und Paul in Spaichingen

Christliches Leben in Form einer Kirchengemeinde gab es in Spaichingen vermutlich seit der Zeit der Merowinger. Jedoch erst im Jahre 1222 wurde in einer Urkunde aus dem Kloster Salem erstmals ein Priester aus Spaichingen erwähnt. Auch aus Urkunden des Bistums Konstanz wird die Kirchengemeinde in Spaichingen seit dem 13. Jahrhundert fassbarer. Im Jahre 1455 verlor die Pfarrkirche ihre Selbständigkeit und wurde dem Chorherrenstift St. Moritz in Ehingen bei Rottenburg am Neckar unterstellt. Diese Zuständigkeit blieb bis zur Säkularisation im Jahre 1806 bestehen. Im Dreißigjährigen Krieg brannten die Schweden die Pfarrkirche und das Pfarrhaus 1633 ab, so dass sämtliche Kirchenbücher und Urkunden aus der Zeit davor verloren gingen. Im Jahre 1898 wurde die alte römisch-katholische Pfarrkirche abgebrochen und durch die jetzige neugotische Kirche St. Peter und Paul ersetzt, die im Jahre 1900 durch den Bischof Paul Wilhelm von Keppler geweiht werden konnte. In den Jahren 1960/61 und 1991/92 wurde die Kirche im Innenraum jeweils renoviert.
Zur Kirchengemeinde Spaichingen gehört auch die St. Josefs-Kirche im Stadtteil Hofen aus dem Jahr 1896.
Die katholische Kirchengemeinde St. Peter und Paul in Spaichingen wurde am 1. September 1995 mit den Gemeinden Mariä Himmelfahrt in Balgheim und St. Petrus und Paulus in Dürbheim zur Seelsorgeeinheit „Am Dreifaltigkeitsberg“ vereinigt. Seit 2006 gehört die Seelsorgeeinheit zum Dekanat Tuttlingen-Spaichingen, das durch die Vereinigung der zuvor separaten Dekanate Spaichingen und Tuttlingen in der Diözese Rottenburg-Stuttgart entstanden war.
Die katholische Wallfahrtskirche mit dem Claretiner Missionshaus auf dem Dreifaltigkeitsberg liegt ebenfalls auf der Gemarkung von Spaichingen.

### Evangelische Landeskirche

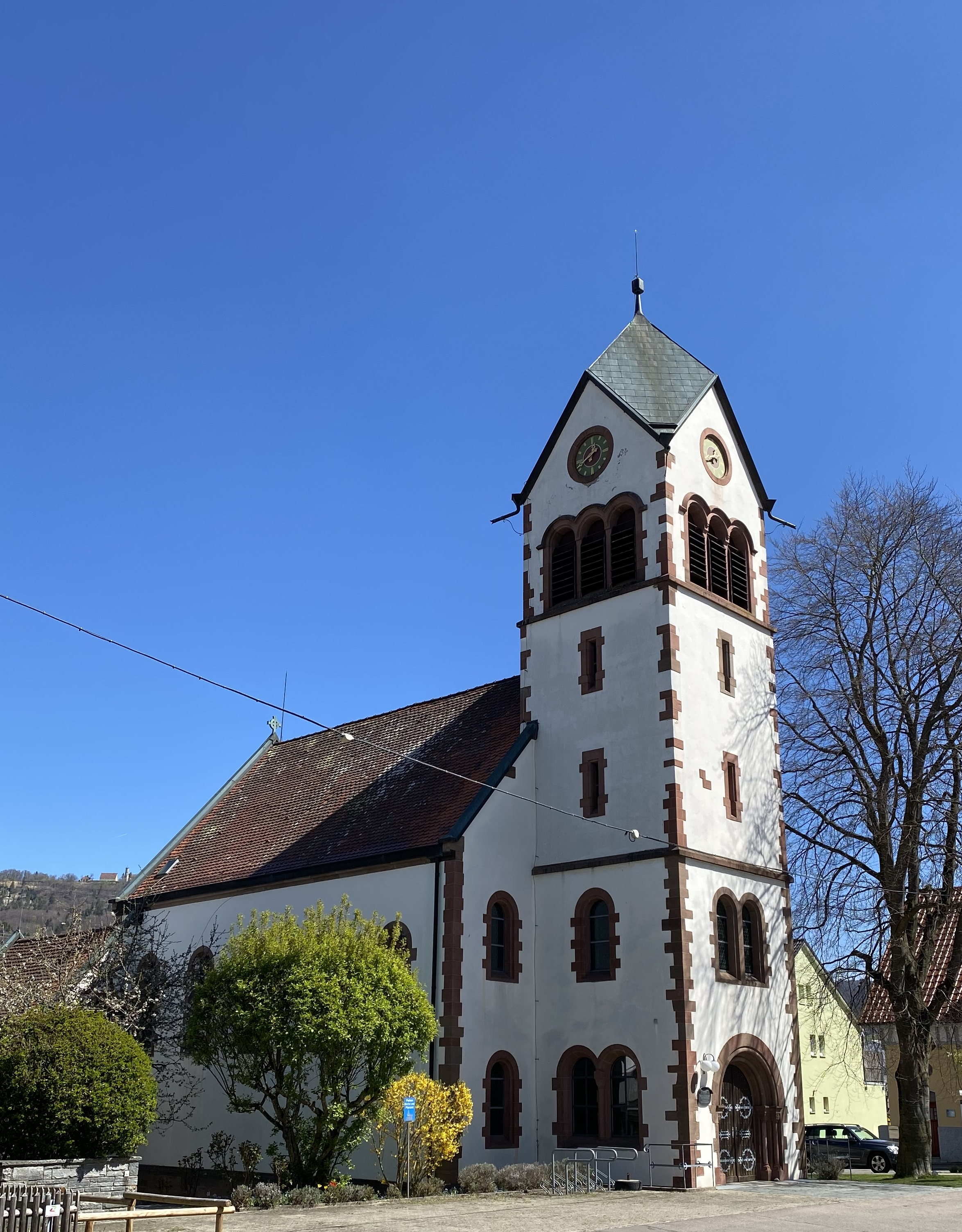
Evangelische Kirche in Spaichingen

Im ehemals rein römisch-katholischen Spaichingen ist durch den Zuzug evangelischer Beamter nach der Gründung des Königreichs Württemberg im 19. Jahrhundert allmählich auch die Notwendigkeit zur Errichtung einer evangelischen Kirche entstanden. Im Jahre 1905 wurde die evangelische Kirche erbaut. Nach dem Zweiten Weltkrieg kam Zuwachs durch evangelische Heimatvertriebene aus den verlorenen deutschen Ostgebieten. Die evangelische Kirchengemeinde Spaichingen gehört zum Kirchenbezirk Rottweil der Evangelischen Landeskirche in Württemberg.

### Weitere christliche Gemeinschaften
Neben der römisch-katholischen Kirche und der evangelischen Landeskirche sind in Spaichingen auch christliche Freikirchen wie die Evangelische Täufergemeinde (ETG), die Gemeinschaft der Siebenten-Tags-Adventisten, die Freie Evangelismus-Versammlung und die Neuapostolische Kirche vertreten.

### Muslime
Die türkisch-islamische DITIB unterhält in Spaichingen die Fatih-Moschee.

## Politik

### Gemeinderat
Der Gemeinderat in Spaichingen besteht aus den gewählten ehrenamtlichen 18 Gemeinderäten und dem Bürgermeister als Vorsitzendem. Der Bürgermeister ist im Gemeinderat stimmberechtigt.
Die Kommunalwahl am 9. Juni 2024 führte zu folgendem Endergebnis.
| Parteien und Wählergemeinschaften | Parteien und Wählergemeinschaften           | % 2024  | Sitze 2024 | % 2019 | Sitze 2019 | Kommunalwahl 2024 %403020100 30,85 %27,14 %15,38 %11,09 %9,37 %3,86 %2,32 % FWCDUProFDPGrüneSPDSBFGewinne und Verlusteim Vergleich zu 2019 %p 10 8 6 4 2 0 −2 −4 −6 −8+8,25 %p+7,74 %p−4,32 %p−2,41 %p−7,33 %p−4,14 %p+2,32 %pFWCDUProFDPGrüneSPDSBF |
| FW                                | Freie Wähler Spaichingen                    | 30,85   | 5          | 22,6   | 4          | Kommunalwahl 2024 %403020100 30,85 %27,14 %15,38 %11,09 %9,37 %3,86 %2,32 % FWCDUProFDPGrüneSPDSBFGewinne und Verlusteim Vergleich zu 2019 %p 10 8 6 4 2 0 −2 −4 −6 −8+8,25 %p+7,74 %p−4,32 %p−2,41 %p−7,33 %p−4,14 %p+2,32 %pFWCDUProFDPGrüneSPDSBF |
| CDU                               | Christlich Demokratische Union Deutschlands | 27,14   | 5          | 19,4   | 4          | Kommunalwahl 2024 %403020100 30,85 %27,14 %15,38 %11,09 %9,37 %3,86 %2,32 % FWCDUProFDPGrüneSPDSBFGewinne und Verlusteim Vergleich zu 2019 %p 10 8 6 4 2 0 −2 −4 −6 −8+8,25 %p+7,74 %p−4,32 %p−2,41 %p−7,33 %p−4,14 %p+2,32 %pFWCDUProFDPGrüneSPDSBF |
| PRO                               | PRO Spaichingen                             | 15,38   | 3          | 19,4   | 4          | Kommunalwahl 2024 %403020100 30,85 %27,14 %15,38 %11,09 %9,37 %3,86 %2,32 % FWCDUProFDPGrüneSPDSBFGewinne und Verlusteim Vergleich zu 2019 %p 10 8 6 4 2 0 −2 −4 −6 −8+8,25 %p+7,74 %p−4,32 %p−2,41 %p−7,33 %p−4,14 %p+2,32 %pFWCDUProFDPGrüneSPDSBF |
| FDP                               | Freie Demokratische Partei                  | 11,09   | 2          | 13,5   | 2          | Kommunalwahl 2024 %403020100 30,85 %27,14 %15,38 %11,09 %9,37 %3,86 %2,32 % FWCDUProFDPGrüneSPDSBFGewinne und Verlusteim Vergleich zu 2019 %p 10 8 6 4 2 0 −2 −4 −6 −8+8,25 %p+7,74 %p−4,32 %p−2,41 %p−7,33 %p−4,14 %p+2,32 %pFWCDUProFDPGrüneSPDSBF |
| Grüne                             | Bündnis 90/Die Grünen                       | 9,37    | 2          | 16,7   | 3          | Kommunalwahl 2024 %403020100 30,85 %27,14 %15,38 %11,09 %9,37 %3,86 %2,32 % FWCDUProFDPGrüneSPDSBFGewinne und Verlusteim Vergleich zu 2019 %p 10 8 6 4 2 0 −2 −4 −6 −8+8,25 %p+7,74 %p−4,32 %p−2,41 %p−7,33 %p−4,14 %p+2,32 %pFWCDUProFDPGrüneSPDSBF |
| SPD                               | Sozialdemokratische Partei Deutschlands     | 3,86    | 1          | 8,0    | 1          | Kommunalwahl 2024 %403020100 30,85 %27,14 %15,38 %11,09 %9,37 %3,86 %2,32 % FWCDUProFDPGrüneSPDSBFGewinne und Verlusteim Vergleich zu 2019 %p 10 8 6 4 2 0 −2 −4 −6 −8+8,25 %p+7,74 %p−4,32 %p−2,41 %p−7,33 %p−4,14 %p+2,32 %pFWCDUProFDPGrüneSPDSBF |
| SBF                               | Spaichinger Bürger Forum                    | 2,32    | 0          | –      | –          | Kommunalwahl 2024 %403020100 30,85 %27,14 %15,38 %11,09 %9,37 %3,86 %2,32 % FWCDUProFDPGrüneSPDSBFGewinne und Verlusteim Vergleich zu 2019 %p 10 8 6 4 2 0 −2 −4 −6 −8+8,25 %p+7,74 %p−4,32 %p−2,41 %p−7,33 %p−4,14 %p+2,32 %pFWCDUProFDPGrüneSPDSBF |
| gesamt                            | gesamt                                      | 100,0   | 18         | 100,0  | 18         | Kommunalwahl 2024 %403020100 30,85 %27,14 %15,38 %11,09 %9,37 %3,86 %2,32 % FWCDUProFDPGrüneSPDSBFGewinne und Verlusteim Vergleich zu 2019 %p 10 8 6 4 2 0 −2 −4 −6 −8+8,25 %p+7,74 %p−4,32 %p−2,41 %p−7,33 %p−4,14 %p+2,32 %pFWCDUProFDPGrüneSPDSBF |
| Wahlbeteiligung                   | Wahlbeteiligung                             | 48,66 % | 48,66 %    | 54,2 % | 54,2 %     | Kommunalwahl 2024 %403020100 30,85 %27,14 %15,38 %11,09 %9,37 %3,86 %2,32 % FWCDUProFDPGrüneSPDSBFGewinne und Verlusteim Vergleich zu 2019 %p 10 8 6 4 2 0 −2 −4 −6 −8+8,25 %p+7,74 %p−4,32 %p−2,41 %p−7,33 %p−4,14 %p+2,32 %pFWCDUProFDPGrüneSPDSBF |

### Bürgermeister
Der Bürgermeister wird alle acht Jahre direkt gewählt.
- 1945–1945: Oscar Hagen (kommissarisch eingesetzt)
- 1946–1948: Karl Hagen
- 1948–1964: Ludwig Wahr
- 1964–1972: Erwin Teufel (* 1939, CDU)
- 1972–2004: Albert Teufel (1941–2025, CDU, Bruder von Erwin Teufel)
- 2004–2020: Hans Georg Schuhmacher (* 1962, urspr. CDU, mittlerweile parteilos)
- seit 2020: Markus Hugger (* 1971, CDU)

Bei der Bürgermeisterwahl am 15. März 2020 konnte sich der bisherige Bürgermeister der Gemeinde Immendingen, Markus Hugger, mit 66,3 % der Stimmen gegen Amtsinhaber Hans Georg Schuhmacher (32,9 %) durchsetzen.

### Verwaltungsgemeinschaft
Spaichingen bildet zusammen mit den Gemeinden Aldingen mit Aixheim, Balgheim, Böttingen, Denkingen, Dürbheim, Frittlingen, Hausen o. V. und Mahlstetten eine Vereinbarte Verwaltungsgemeinschaft.

### Wappen und Banner
| | Blasonierung: „In geteiltem Schild oben von Silber (Weiß) und Rot geteilt, unten in Silber(Weiß) ein unterhalbes (achtspeichiges) schwarzes Rad.“ |
| Wappenbegründung: Die Farben stammen aus dem Wappen der Grafen von Hohenberg, das halbe Rad aus dem Wappen der Oberen Grafschaft Hohenberg. Das Wappen wurde 1482 durch Herzog Sigismund verliehen und 1490 durch König Maximilian bestätigt. | |

„Das Banner ist weiß-rot längsgestreift mit dem aufgelegten Wappen oberhalb der Mitte.“

### Städtepartnerschaften
- Seit 1970 besteht eine Partnerschaft mit der französischen Stadt Sallanches im Département Haute-Savoie (Hochsavoyen) in der Nähe des Mont Blanc. Fester Bestandteil dieser Städtepartnerschaft ist von Anfang an der jährlich stattfindende Schüleraustausch des Gymnasiums Spaichingen und seit einigen Jahren auch der Realschule Spaichingen mit zwei Schulen in Sallanches. Auch die Freiwillige Feuerwehr Spaichingen pflegt seit Jahren freundschaftliche Beziehungen zur Partnerfeuerwehr in Sallanches.[18]
- Seit 1991 werden jährlich Schüleraustauschbegegnungen zwischen dem deutschen Gymnasium in Mezöbereny (Ungarn) und dem Spaichinger Gymnasium durchgeführt.
- Seit Öffnung der Grenze zur DDR bestehen Kontakte mit der sächsischen Stadt Regis-Breitingen etwa 40 Kilometer südlich von Leipzig. Regis-Breitingen hatte früher die gleiche Postleitzahl wie Spaichingen (7208).

## Kultur und Sehenswürdigkeiten
Die Kommune ist dem Tourismusverband „Donaubergland“ angeschlossen.

### Bauwerke

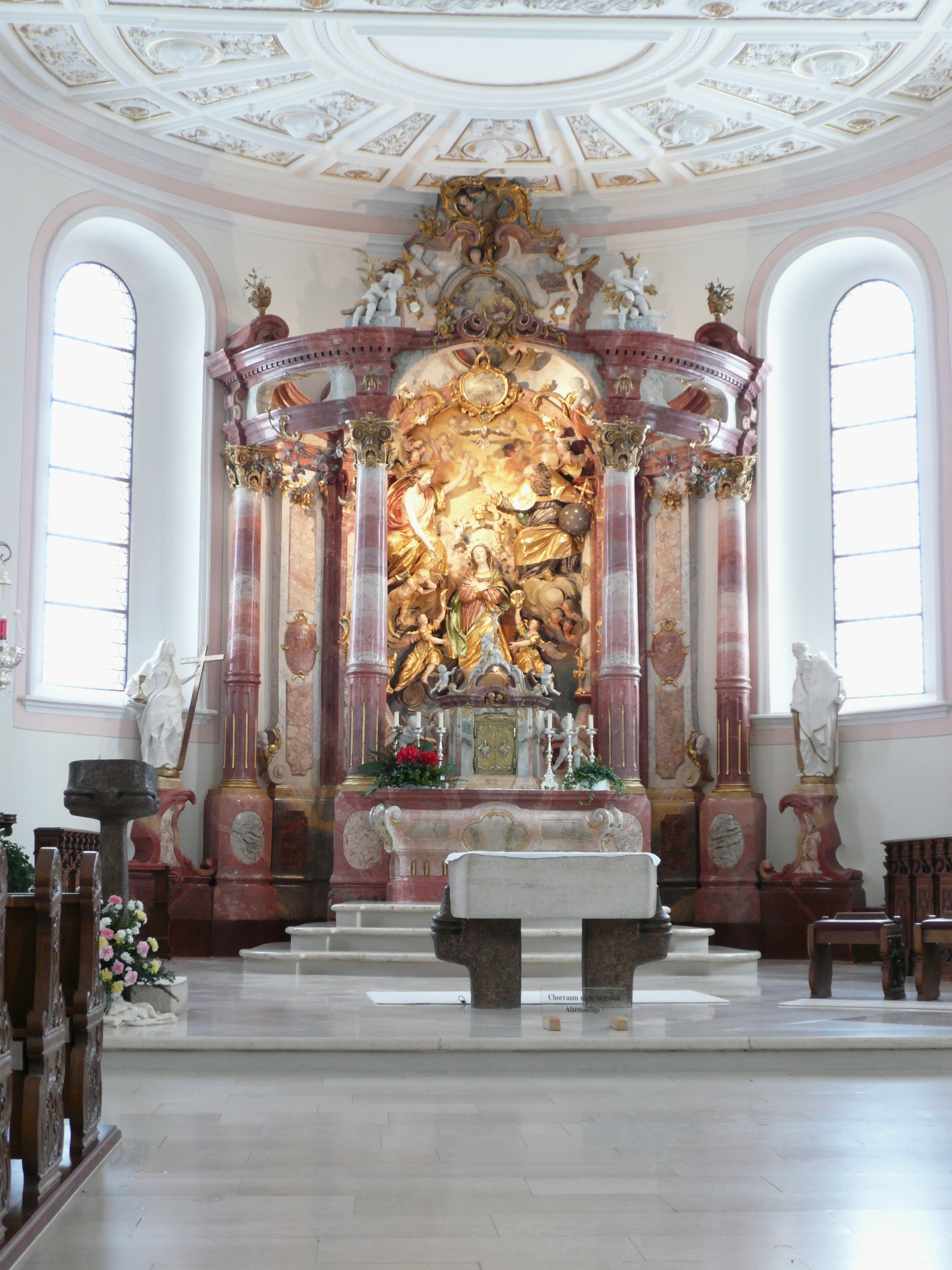
Dreifaltigkeitskirche

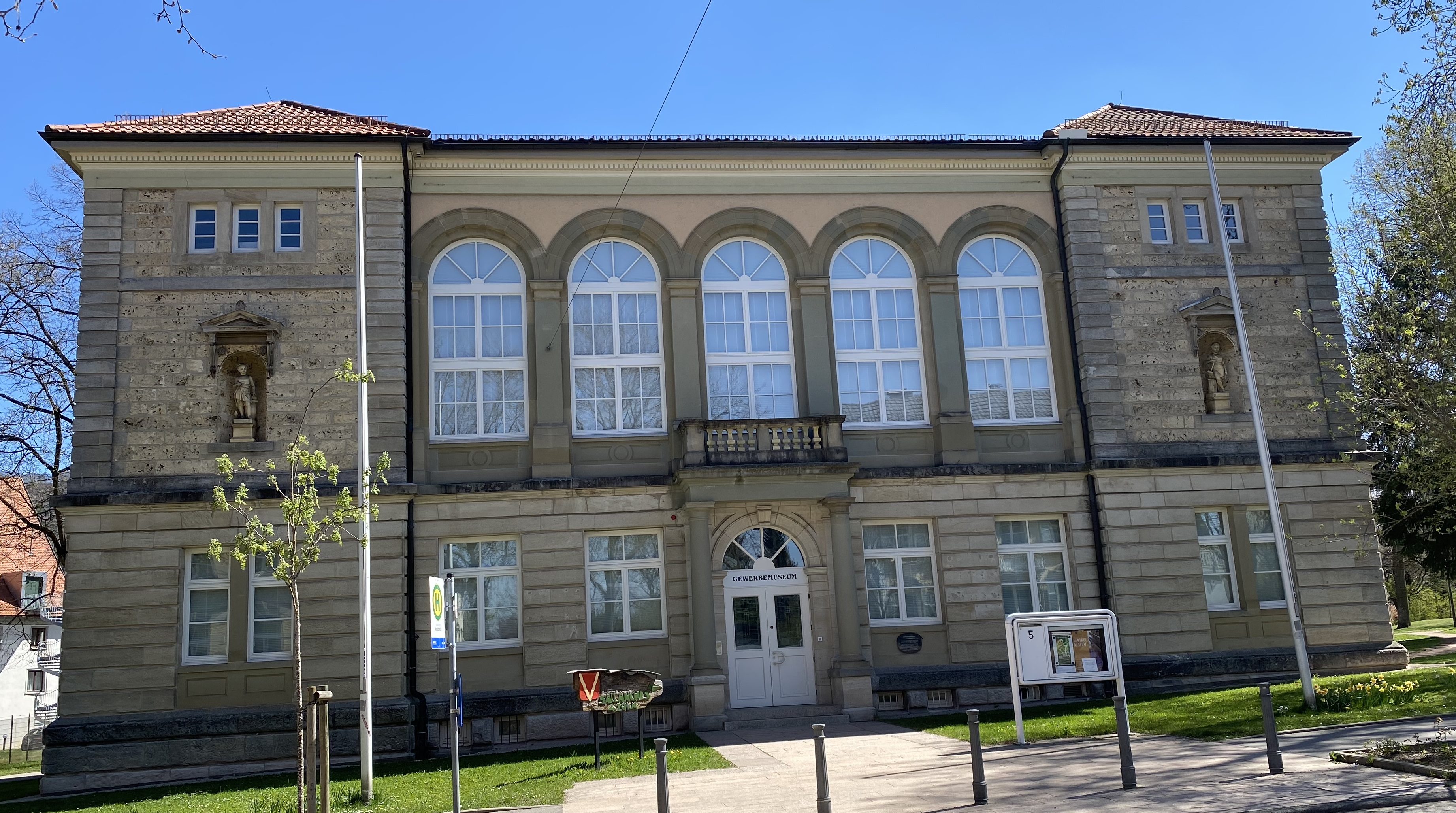
Gewerbemuseum Spaichingen

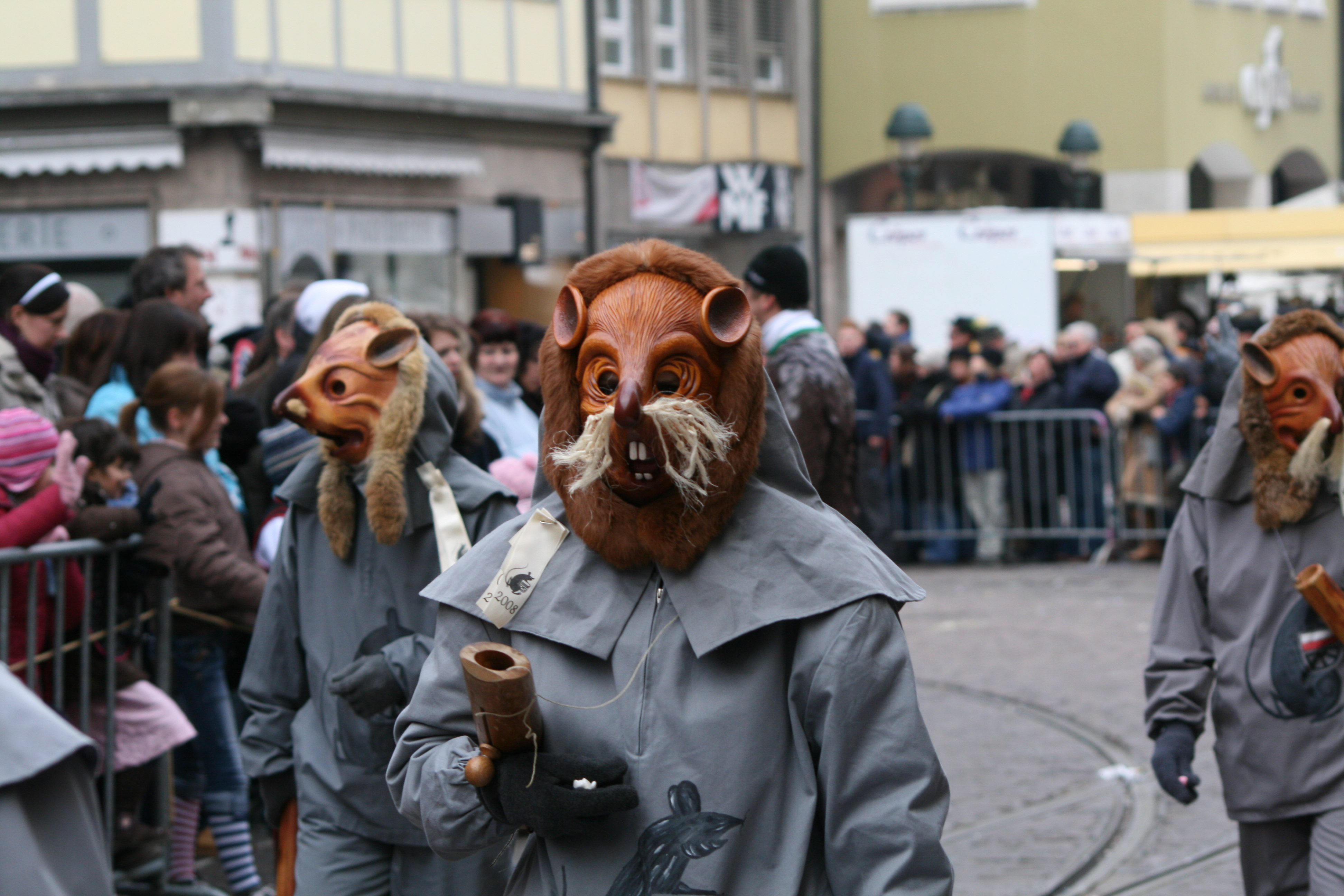
Narrenzunft Deichelmaus (in Freiburg)

Das Wahrzeichen der Stadt ist der Dreifaltigkeitsberg (988 m) mit der Wallfahrtskirche der Kirchengemeinde, betreut vom Claretinerorden (Frühbarock 1673, Hochaltar von Joseph Anton Feuchtmayer). Vom Dreifaltigkeitsberg aus unternahmen in den 1920er Jahren Pioniere des Segelflugs wie z. B. der Prinz von Schaumburg-Lippe, Wolf Hirth und andere zahlreiche Flugversuche. Später verlagerte sich der Flugbetrieb auf die Hochfläche des nahe gelegenen Klippeneck, das heute noch ein Zentrum der Segelfliegerei in Deutschland ist.
Das im Stil der Neorenaissance 1876 durch den Gewerbeverein und die Handwerkerbank erbaute Gewerbemuseum beherbergt seit 1991 das städtische Museum. Sehenswert in dem denkmalgeschützten Gebäude ist vor allem der prachtvolle Festsaal.
Die neugotische Stadtpfarrkirche St. Peter und Paul wurde 1898 erbaut, die neugotische Innenausstattung wurde jedoch in den Jahren 1960/61 entfernt.
Die neugotische katholische Kirche St. Josef im Stadtteil Hofen wurde 1896–97 erbaut und 1974–76 innen und außen renoviert.

### Musik
Die Stadtkapelle Spaichingen unter der Leitung von Musikdirektor Thomas Uttenweiler ist ein sinfonisches Höchststufen-Blasorchester. Auftritte in Berlin, Duisburg, Frankreich und Budapest oder bei den Freundschaftsspielen Deutschland gegen Brasilien sowie in Hörfunk und Fernsehen haben die Stadtkapelle über die Landesgrenzen bekannt gemacht.
Bekannt ist auch die inoffizielle Stadthymne, der Spaichinger Narrenmarsch. Komponiert 1928 von Ernst Behrens (Musiklehrer und damaliger Dirigent der Spaichinger Stadtkapelle, Musik) und Fritz Güntner (damaliger Präsident der Narrenzunft, Text) erfreut er sich großer Beliebtheit bei den Spaichinger Fasnetsveranstaltungen.

### Regelmäßige Veranstaltungen
Eine traditionelle Veranstaltung in Spaichingen ist das 50er Fest. Das Heimatfest wurde erstmals im Jahr 1873 – damals nur von den Männern – vom Geburtsjahrgang 1823 mit einem Kirchgang und anschließendem Festessen gefeiert. Dabei feiert der jeweilige Geburtsjahrgang der 50-Jährigen ein mehrtägiges großes Fest, an dem sich traditionell die Jahrgangsvereine der 60er-, 70er-, 80er- und 90er-Jubilare beteiligen.
Der Ort ist auch bekannt für die im schwäbisch-alemannischen Raum verbreitete Fasnet. Dazu gehört der Umzug der Narrenzunft Deichelmaus am Fasnetsonntag mit vielen Wagen und Fußgruppen zu lokalen Themen und verschiedenen Narrenzünften, die ihr Narrenhäs präsentieren.
Nach der Fasnet wird am Funkensonntag ein Fackellauf mit selbstgebauten Fackeln veranstaltet. Diese werden unter Beteiligung und mit Unterstützung der Schulen großteils von den Spaichinger Schülerinnen und Schülern gebaut. Die fertig gebauten Fackeln werden zum Harzen abgeholt und am Sonntag auf den Dreifaltigkeitsberg gebracht. Bevor die Fackelläufer unter Aufsicht der örtlichen Freiwilligen Feuerwehr den Berg hinunterwandern, können sie sich im Pilgersaal des Claretiner-Klosters auf dem Berg aufwärmen und kostenlos Wurst, Wecken und ein Getränk als Verpflegung abholen. Der Lauf führt von der Spitze des Dreifaltigkeitsbergs rund zwei Kilometer die Serpentinen die Straße am Albtraufes hinab zur „Bleiche“, wo das Funkenfeuer aufgebaut ist und die Stroh-Hexe symbolisch verbrannt wird. Die Fackelträger überwinden dabei einen Höhenunterschied von mehr als 200 m. An diesem Tag kann man von Spaichingen aus vier bis sechs weitere Feuer sehen. Bei diesem Brauch sind die seit 1992 bestehenden Spaichinger Funkenhexen sowie die Stadtkapelle vor Ort.
Alljährlich findet in der Stadt auf dem Marktplatz Anfang Mai ein Flohmarkt, Anfang November der Martinimarkt und Anfang Dezember der Weihnachtsmarkt statt.
Überregional bekannt ist auch das seit Jahren vom Sportverein Spaichingen 08 e. V. jeweils im Juli durchgeführte internationale Jugend-Fußballturnier im Stadion Unterbach.

## Wirtschaft und Infrastruktur

### Verkehr

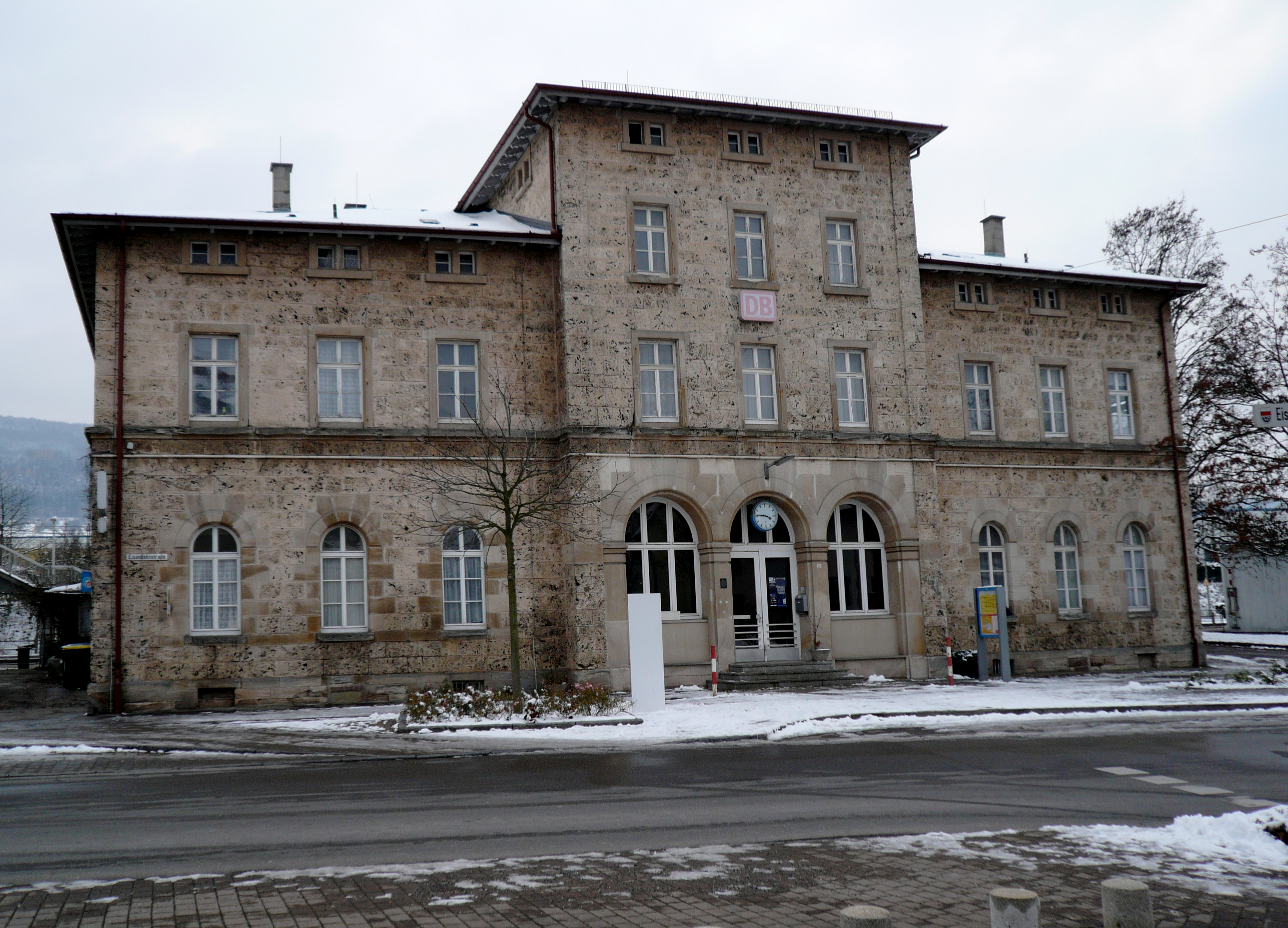
Der Bahnhof Spaichingen

Der Bahnhof Spaichingen liegt an der Bahnstrecke Plochingen–Immendingen, die in diesem Streckenabschnitt auch als Gäubahn bezeichnet wird, und wird zweistündlich vom Regional-Express bedient. Darüber hinaus ist Spaichingen an das Ringzug-System angeschlossen, das die Stadt werktags im Stunden-Takt umsteigefrei mit Tuttlingen, Immendingen und Leipferdingen sowie mit Rottweil verbindet. Neben dem Bahnhof Spaichingen gibt es den Haltepunkt Spaichingen Mitte im Norden der Stadt. Bis 1966 war Spaichingen auch Ausgangspunkt der Heubergbahn nach Reichenbach am Heuberg; es hatte also direkten Bahnanschluss auf den Heuberg. Die Strecke ist inzwischen stillgelegt und abgebaut, die ehemalige Bahntrasse wurde zu einem Rad- und Wanderweg umgestaltet. Spaichingen liegt im Gebiet des Verkehrsverbunds Schwarzwald-Baar-Heuberg.
Die Hauptstraße durch Spaichingen ist die Bundesstraße 14. Sie ist über die Bundesautobahn 81 aus Richtung Singen über die Abfahrt Tuningen oder aus Richtung Stuttgart über die Abfahrt Rottweil zu erreichen.
Durch eine Alltagsroute aus dem Radnetz Baden-Württemberg ist Spaichingen über Balgheim und Rietheim-Weilheim mit Tuttlingen und in der anderen Richtung über Aldingen mit Rottweil verbunden.

### Wirtschaft
Im Jahr 2022 erzielte Spaichingen Einnahmen aus der Gewerbesteuer in Höhe von 11,68 Millionen Euro. Mit einem Gewerbesteuerhebesatz von 340 % liegt die Gemeinde unter dem durchschnittlichen Gewerbesteuerhebesatz Deutschlands. Dieser beträgt 407 % (Stand: 2023).

### Ansässige Unternehmen
- Carl Sauter Pianofortemanufaktur, seit 1819 in Spaichingen ansässig, international renommierter Klavier- und Flügel-Hersteller.
- MS Ultrasonic Technology Group, ehemals Maschinenfabrik Spaichingen GmbH, Herstellung von Ultraschall-Sondermaschinen, Ultraschall-Serienmaschinen und modularen Systemen für Verpackungslösungen und Nonwovens Anwendungen.

### Medien
Der in Spaichingen verbreitete Heuberger Bote ist ein Kopfblatt der Schwäbischen Zeitung. Der Schwarzwälder Bote unterhielt lange Zeit eine Lokalredaktion in Spaichingen. Neben der Tageszeitung konnten sich die Bürger bis 2008 auch aus dem unabhängigen lokalen Magazin Cocktails über das lokale Zeitgeschehen informieren. Außerdem erscheint alle drei Monate das unabhängige Magazin Blickpunkt sowie wöchentlich das Amtsblatt Stadtspiegel.

### Gericht, Behörden und Einrichtungen
Spaichingen verfügt über zwei Notariate sowie ein Amtsgericht, das zum Landgerichtsbezirk Rottweil und zum Oberlandesgerichtsbezirk Stuttgart gehört.
Die Stadt war bis 2006 Sitz des Dekanats Spaichingen der Diözese Rottenburg-Stuttgart, das im neuen Dekanat Tuttlingen-Spaichingen aufgegangen ist.

### Bildung
In Spaichingen gibt es sechs Kindergärten, einen städtischen, drei katholische (St. Franziskus, St. Michael, St. Raphael), einen evangelischen und einen Waldkindergarten.
Neben zwei Grund- und Hauptschulen, der Schillerschule und der katholischen Rupert-Mayer-Schule (Grund-, Haupt-, Werkreal- und Realschule) gibt es eine Realschule und ein Gymnasium. Die gewerbliche, kaufmännische und hauswirtschaftliche Berufsschule mit Fachschulen trägt seit dem 16. Juli 2008 den Namen Erwin-Teufel-Schule und befindet sich seit dem Jahr 2005 in der Alleenstraße.
Die Volkshochschule für Stadt und Kreis Tuttlingen unterhält eine Außenstelle in Spaichingen. Die Stadt verfügt mit der Primtalmusikschule über eine eigenständige Musikschule, die Musikschule Trossingen unterhält zudem eine Außenstelle in Spaichingen.

### Gesundheitsversorgung
Ein erstes Krankenhaus gab es in Spaichingen bereits vor dem Neubau des Bezirkskrankenhauses Spaichingen, das in den Jahren 1876–1878 mit einer Kapazität von 18 Betten in 12 Zimmern errichtet wurde. Ein Umbau im Jahr 1908 brachte eine Kapazitätsausweitung auf 30 Betten. 1925 beschloss die Oberamtsversammlung Spaichingen, einen Neubau mit verdoppelter Bettenzahl zu bauen, was jedoch vom württembergischen Innenministerium abgelehnt wurde. Stattdessen wurde das bestehende Haus umgebaut und auf 60 Betten erweitert. Der den Anforderungen eines modernen Krankenhauses nicht mehr gewachsene Altbau wurde 1967 durch einen bereits 1974 erweiterten Neubau ersetzt. Zum 1. Januar 2005 erfolgte die Zusammenlegung der beiden bis dahin eigenständigen Kreiskliniken Spaichingen und Tuttlingen zu einem gemeinsamen Klinikum mit zwei Standorten unter dem Namen Klinikum Landkreis Tuttlingen. 2019 wurde der Standort Spaichingen geschlossen.
Auf dem ehemaligen Klinikgelände ist ein Intersektorales Gesundheitszentrum mit Arztpraxen, pflegerischen Angeboten und gesundheitsnahen Dienstleistern sowie einem Pflegehotel geplant.

## Persönlichkeiten

### Ehrenbürger
- Michael Munz, Stadtpfarrer
- Oscar Hagen (1895–1996), Politiker und Unternehmer
- Franz Schuhmacher (* 1939), Politiker und Unternehmer
- Albert Teufel (* 1941), ehemaliger Bürgermeister
- Erwin Teufel (* 1939), ehemaliger Bürgermeister und von 1991 bis 2005 baden-württembergischer Ministerpräsident

### Söhne und Töchter der Stadt
- Hans Kraut (1532–1592), Renaissance-Hafner
- Anton Braun (1776–1840), Klavier- und Orgelbauer
- Martin Braun (1808–1892), Orgelbauer
- Blasius Braun (1823–1883), Orgelbauer
- Anton Kupferschmid (1835–1903), Verleger und MdL (Württemberg)
- Wilhelm Hasel (1865–1947), württembergischer Verwaltungsjurist und Landtagsabgeordneter
- Anton Hagen (1868–1952), Politiker
- Karl Kuolt (1879–1937), Bildhauer
- Friedrich Schumacher (1884–1975), Bergbauingenieur und Professor, nach ihm wurde das Mineral Schumacherit benannt.[26]
- August Hagen (1889–1963), Generalvikar der Diözese Rottenburg 1947–1960[27]
- Oscar Hagen (1895–1996), Politiker (CDU), Landtagsabgeordneter
- Gregor Sorger (1906–1950), Missionsbenediktiner, Märtyrer von Tokwon [28]
- Otto Henze (1908–1991), Forstwissenschaftler und Ornithologe
- Hans Dieter Ochs (* 1936), Immunologe und Kinderarzt, Hochschullehrer
- Franz Schuhmacher (* 1939), Unternehmer und Politiker (CDU), Landtagsabgeordneter
- Hermes Andreas Kick (* 1944), Professor für Psychiatrie in Heidelberg
- Hermann H. Dieter (* 1945), Biochemiker und Trinkwassertoxikologe
- Ulrich T. Hopt (* 1948), Professor, Ärztlicher Direktor der Abteilung Allgemein- und Viszeralchirurgie am Universitätsklinikum Freiburg
- Winfried Kretschmann (* 1948), Politiker (Bündnis 90/Die Grünen), seit 2011 Ministerpräsident von Baden-Württemberg
- Axel Plankenhorn (* 1951), Automobilrennfahrer und Rennteamgeschäftsführer
- Bruno Gmünder (* 1956), Mitbegründer der deutschen Schwulenbewegung und Verleger
- Andreas Gut (* 1961), Archäologe und Museumsdirektor
- Leopold Grimm (* 1962), Politiker (FDP), Landtagsabgeordneter
- Hartmuth Jung (* 1962), Manager
- Raphael Haeger (* 1971), Dirigent und Mitglied der Berliner Philharmoniker[29]
- Philipp Sichler (* 1974), Kameramann
- Kristijan Đorđević (* 1976), serbischer Fußballspieler und -trainer, der SV Spaichingen war die erste Station des Ex-Bundesligaprofis
- Sandra Boser (* 1976), Politikerin (Bündnis 90/Die Grünen), Landtagsabgeordnete
- Jana Braun (* 1998), Fußballspielerin
- Marco Ehmann (* 2000), rumänisch-deutscher Fußballspieler